# Llista d'estadis de futbol europeus amb més capacitat
Llista dels 20 estadis de futbol d'Europa amb major capacitat.
| No. | Estadi                            | Capacitat | Ciutat                         | País       | Equip(s)                                                                             |
| --- | --------------------------------- | --------- | ------------------------------ | ---------- | ------------------------------------------------------------------------------------ |
| 1   | Camp Nou                          | 99.354    | Barcelona                      | Catalunya  | FC Barcelona, Selecció de futbol de Catalunya                                        |
| 2   | Estadi de Wembley                 | 90.652    | Londres                        | Anglaterra | Selecció de futbol d'Anglaterra                                                      |
| 3   | Estadi Santiago Bernabéu          | 83.186    | Madrid                         | Espanya    | Reial Madrid CF, Selecció de futbol d'Espanya                                        |
| 4   | Croke Park                        | 82.300    | Dublín                         | Irlanda    | Associació Atlètica Gaèlica                                                          |
| 5   | Twickenham Stadium                | 82.000    | Londres                        | Anglaterra | Selecció de rugbi d'Anglaterra                                                       |
| 6   | Signal Iduna Park                 | 81.365    | Dortmund                       | Alemanya   | Borussia Dortmund                                                                    |
| 7   | Stade de France                   | 81.338    | Saint-Denis (Sena Saint-Denis) | França     | Selecció de futbol de França, Selecció de rugbi de França, Stade Français CASG Paris |
| 8   | Estadi Giuseppe Meazza (San Siro) | 80.074    | Milà                           | Itàlia     | AC Milan, Inter de Milà                                                              |
| 9   | Estadi Lujniki                    | 78.011    | Moscou                         | Rússia     | FC Torpedo Moscou, FC Spartak Moscou, PFC CSKA Moscou, Selecció de futbol de Rússia  |
| 10  | Old Trafford                      | 75.957    | Manchester                     | Anglaterra | Manchester United FC                                                                 |
| 11  | Atatürk Olimpiyat Stadyumu        | 75.486    | Istanbul                       | Turquia    | Istanbul BB, Selecció de futbol de Turquia                                           |
| 12  | Millennium Stadium                | 74.500    | Cardiff                        | Gal·les    | Selecció de rugbi de Gal·les, Selecció de futbol de Gal·les                          |
| 13  | Estadi Olímpic de Berlín          | 74.500    | Berlín                         | Alemanya   | Hertha BSC Berlin                                                                    |
| 14  | Estadi Olímpic de Roma            | 72.700    | Roma                           | Itàlia     | SS Lazio, AS Roma                                                                    |
| 15  | Estadi Olímpic d'Atenes           | 72.000    | Atenes                         | Grècia     | AEK FC, Panathinaikos FC                                                             |
| 16  | Estadi Metropolitano              | 70.460    | Madrid                         | Espanya    | Atlètic de Madrid, Selecció de futbol d'Espanya                                      |
| 17  | Allianz Arena                     | 69.901    | Múnic                          | Alemanya   | FC Bayern de Múnic, TSV 1860 München                                                 |
| 18  | Estadi Olímpic de Múnic           | 69.250    | Múnic                          | Alemanya   | Competicions atlètiques                                                              |
| 19  | Estadi Olímpic de Kíev            | 69.004    | Kíev                           | Ucraïna    | Selecció de futbol d'Ucraïna                                                         |
| 20  | Murrayfield Stadium               | 67.144    | Edimburg                       | Escòcia    | Selecció de rugbi d'Escòcia                                                          |